# Мангри Усумасінти
Мангри Усумасінти (ідентифікатор WWF: NT1437) — неотропічний екорегіон мангрових лісів, розташований на сході Мексики.

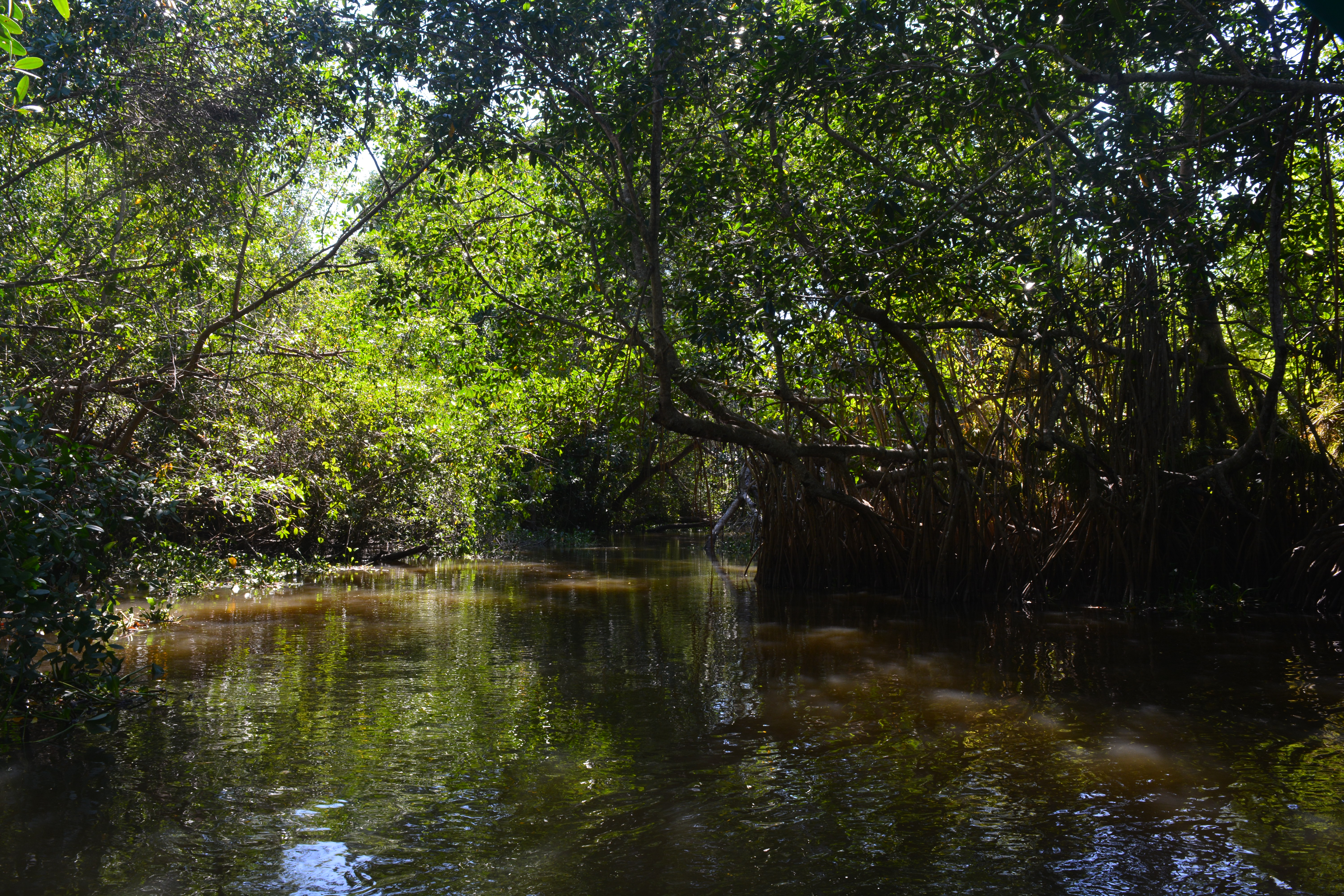
Мангрові ліси у Біосферному заповіднику Пантанос-де-Сентла

## Географія
Екорегіон мангрів Усумасінти охоплює ділянки мангрових лісів, розташовані на південному заході мексиканського штату Кампече. Він включає узбережжя Лагуни-де-Термінос, у яку впадають великі річки Усумасінта та Гріхальва, утворюючи велику заболочену дельту, та бар'єрний острів Кармен, який відділяє велику лагуну від Мексиканської затоки. Мангрові ліси зустрічається у районах, де припливно-відпливні коливання підтримують баланс прісної річкової та солоної морської води, простягаючись на 5 км вглиб від узбережжя лагуни. Річки Усумасінта та Гріхальва разом забезпечують найбільший приплив річкової води в океан серед усіх річок Мексики. В регіоні переважають глибокі, дуже кислі та багаті на органічні речовини ґрунти, які є одними з найпродуктивніших у Мексиці. У внутрішніх районах на півдні мангрові ліси Усумасінти переходять у затоплювані ліси Пантаноса-де-Сентли, а на сході — у вологі ліси Юкатану.

## Клімат
В межах екорегіону переважає мусонний клімат (Am за класифікацією кліматів Кеппена) або саванний клімат (Aw за класифікацією Кеппена). Середньорічна кількість опадів в регіоні становить приблизно 1600 мм.

## Флора і фауна
У манграх Усумасінти зустрічаються три види мангрових дерев — червоні мангри (Rhizophora mangle), білі мангри (Laguncularia racemosa) та чорні мангри (Avicennia germinans). Поширення окремих видів визначається солоністю води та ступенем затоплення території. Червоні мангрові дерева (Rhizophora mangle) є найбільш стійким видом мангрів, що може зустрічатися на відкритому океанічному узбережжі та на окраїнах лагун, тоді як два інші види поширені ближче до дельт Усумасінти та Гріхальви, де більш відчутний вплив прісної води.
Серед інших рослин, поширених у манграх екорегіону, слід відзначити дальбергію Брауна (Dalbergia brownei), еверглейдську пальму (Acoelorraphe wrightii) та техаське пальметто (Sabal minor), а також різноманітну водну рослинність. Трав'янисті рослини в регіоні не надто поширені, оскільки вони не терплять сильних коливань припливів та відпливів.
Водно-болотні угіддя екорегіону підтримують широке різноманіття видів рослин і тварин. Науковці зареєстрували у манграх Усумасінти 374 види судинних рослин, 134 види ссавців, 26 видів земноводних, 85 видів плазунів, 279 видів птахів та 60 видів риб. Оскільки Лагуна-де-Термінос розташована майже навпроти дельти Міссісіпі, через неї проходить Міссісіпський пролітний шлях, яким щороку мігрують мільйони водоплавних та коловодних птахів. Приблизно третина з них зупиняється на зимівлю або перепочинок у манграх екорегіону. Серед характерних птахів, поширених у мангрових заростях екорегіону, слід відзначити маскову савку (Nomonyx dominicus), мангрового кукліло (Coccyzus minor), юкатанську амазилію (Amazilia yucatanensis), трибарвну чепуру (Egretta tricolor), рудошию чепуру (Egretta rufescens), бурого пелікана (Pelecanus occidentalis), міктерію (Mycteria americana), карибського мартина (Leucophaeus atricilla), королівського кондора (Sarcoramphus papa), чорного канюка-крабоїда (Buteogallus anthracinus), чорного орла-чубаня (Spizaetus tyrannus), яструба-довгонога (Geranospiza caerulescens), тропічного тирана (Tyrannus melancholicus), золотистого пісняра-лісовика (Setophaga petechia) та мангрову білозорку (Tachycineta albilinea).
В мангрових заростях Кампече зустрічається багато різноманітних ссавців, зокрема білохвості олені (Odocoileus virginianus), білоносі носухи (Nasua narica), какоміцлі (Bassariscus sumichrasti), звичайні ракуни (Procyon lotor), північні тамандуа (Tamandua mexicana) та рівнинні кругловухі листоноси (Lophostoma evotis). У Лагуну-де-Термінос часто запливають американські ламантини (Trichechus manatus), які живляться водною рослинністю. Серед плазунів, які зустрічаються в екорегіоні, слід відзначити центральноамериканського крокодила (Crocodylus moreletii), звичайну ігуану (Iguana iguana), чорну шипохвосту ігуану (Ctenosaura similis), бурого василіска (Basiliscus vittatus) та імператорського удава (Boa imperator).

## Збереження
Манграм екорегіону загрожує вирубка мангрових лісів, надмірний вилов риби та забруднення води внаслідок промислової і сільськогосподарської діяльності. За оцінками, лише 13,5 % території регіону залишаються незайманими. Основними природоохоронними територіями екорегіону є Біосферний заповідник Пантанос-де-Сентла та Заповідна зона флори і фауни Лагуна-де-Термінос. Обидва заповідники визнані Рамсарськими водно-болотними угіддями міжнародного значення.